# Xã Moscow, Quận Stevens, Kansas
Xã Moscow (tiếng Anh: Moscow Township) là một xã thuộc quận Stevens, tiểu bang Kansas, Hoa Kỳ. Năm 2010, dân số của xã này là 687 người.